# Maren Berg
Maren Berg, 1836, död 1906, var en dansk affärsidkare. Hon utgav från 1891 tidningen De Bergske Blade samt direktör för navigationsskolan och realskolan på Bogø. 